# Turriers
Turriers ist eine französische Gemeinde mit 345 Einwohnern (Stand 1. Januar 2022) im Département Alpes-de-Haute-Provence in der Region Provence-Alpes-Côte d’Azur. Sie gehört zum Kanton Seyne im Arrondissement Forcalquier.

## Geographie
Sie grenzt im Norden an Gigors, im Osten an Bellaffaire, im Süden an Bayons und im Westen an Faucon-du-Caire.
Das Dorf liegt auf 1040 m.

## Bevölkerungsentwicklung

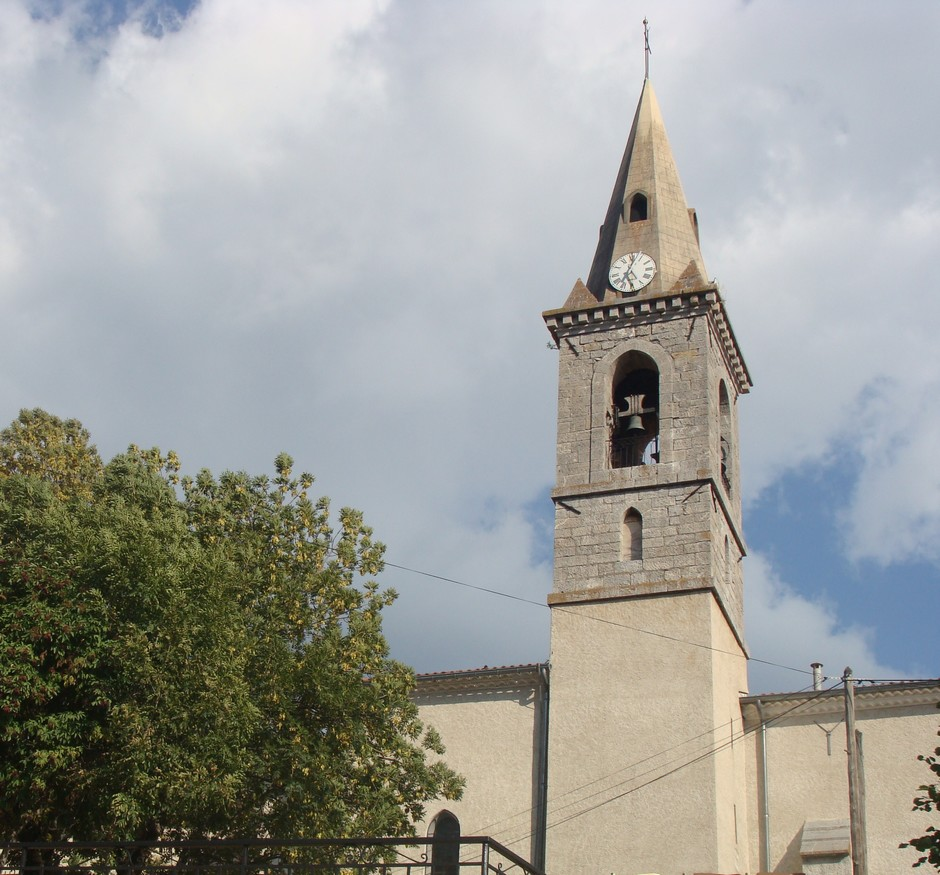
Kirche von Turriers

| Jahr      | 1962 | 1968 | 1975 | 1982 | 1990 | 1999 | 2008 | 2012 |
| --------- | ---- | ---- | ---- | ---- | ---- | ---- | ---- | ---- |
| Einwohner | 262  | 230  | 226  | 286  | 276  | 297  | 397  | 367  |